# مغامرة الطاهية كلافام
مغامرة طاهية كلافام هي قصة قصيرة بقلم السيدة أجاثا كريستي كاتبة خيال الجريمة، ومن أبرز شخصيات القصة المحقق الخيالي الشهيرهيركيول بوارو ورفيقه الكابتن آرثر هاستينغز، ونُشرت القصة لأول مرة في نوفمبر عام 1923 في المجلة الأسبوعية البريطانية The Sketch كجزء من سلسلة The Grey Cells of M. Poirot II، كذلك أُدرجت في مجموعة من القصص القصيرة تحت عنوان The Second Omnibus of Crime للمؤلفة دوروثي إل سايرز إذ نُشرت لأول مرة في عام 1932. علاوة على ذلك طُبعة لأول مرة ككتاب في الولايات المتحدة عام 1951 كجزء من مجموعة The Under Dog and Other Stories . وأيضًا في المملكة المتحدة ظهرت القصة في مجموعة بعنوان قضايا بوارو المبكرة ونُشرت لأول مرة في سبتمبر عام 1974.

## الحبكة
يريد بوارو التحقيق في القضايا اللامعة الشائقة التي تميزه بين أقرانه، ولا يبدي أدنى اهتمام في القضايا البسيطة التي تظهر في الصحف ويحاول رفيقه هاستينغز ثنيه عن ذلك، ويقرأ له من بين هذه القضايا التي لعلها تثير اهتمامه: موظف البنك (السيد ديفيس) الذي فرَ وبحوزته خمسون ألف جنيه من المستندات المالية، ورجلٌ انتحر وكاتب مفقود. التجأت السيدة تود ببوارو ليُحقق في قضية طاهيتها المفقودة إليزا دن، فقرر أن يستلم القضية بعد أن استهزأ بالسيدة تود وبمشكلتها، ويرى أن هذه القضية تافهة. تركت إليزا دن، وهي في منتصف العمر، وظيفتها في منزل تودز في كلافام قبل يومين دون إبلاغ ربة العمل ولم تتواصل معها منذ ذلك الحين، باستثناء إرسالها لشخص ليأخذ صندوق الأمتعة الخاص بها في ذلك اليوم.
في أثناء التحقيق مع الخادمة واستجوابها في المنزل، اتضح لبوارو أن إليزا قد حزمت صندوق أمتعتها بالفعل، مما يشير أن إليزا كانت تخطط للمغادرة رغم أن رحيلها كان مفاجئًا، وعلم أن هناك ساكنون آخرون في المنزل هم السيد تود، إذ يعمل في المدينة، والساكن بالأجر السيد سيمبسون، حيث يعمل في نفس البنك الذي يعمل فيه السيد ديفيس (الرجل الذي اختفى ومعه المستندات المالية وتقدر بخمسين ألف جنيه إسترليني). لفت نظر هاستينغز زميل بوارو أن موظف البنك (ديفيس) الهارب والسيد سيمبسون تربطهما صلة، فأجابه بوارو: من العسير تصور أي صلة بين الموظف المختلس والطاهية المختفية، إلا إذا افترضنا أن ديفيس زار زميله سيمبسون في منزل السيدة تود فوقع في غرام الطاهية وفرَا معًا. ثم نشر بوارو إعلانات في جميع الصحف يسأل عن مكان إليزا، وبعد عدة أيام نجح في معرفة مكانها. وسافر لزيارتها، وروت له قصة تواجدها في كارلايل  قائلة: رجل اقترب منها في الشارع أثناء عودتها إلى منزل تودز ذات ليلة اختفائها، وذكر أنه قَدِم من أستراليا من أجل تسليمها منزل في كارلايل ودخل قدره ثلاثمائة جنيه إسترليني سنويًا، جاء هذا الإرث من صديقة جدتكِ الراحلة التي استقرت في أستراليا وتزوجت من رجلٍ ثري ولم تنجب أبناء، وإذا أردت هذا الإرث يجب عليكِ فورًا ترك خدمة المنازل وتتواجدي في كارلايل قبل ظهر الغد وإلا حُرمتِ منه نهائيًا، فاستقلت إليزا القطار على الفور واتجهت شمالًا، وبعد يومين استلمت متعلقاتها من كلافام، مغلفةً في طرود ورقية وليس في صندوقها القديم، إذ تفترض أن السيدة تود قد احتفظت به.
يهم بوارو عائداً إلى كلافام مع هاستينغز ويشرح اللغز في الطريق. كان سيمبسون على علم بما كان سيفعله زميله ديفيس في البنك، إذ قتل الرجل من أجل الأوراق المالية واحتاج إلى صندوق قديم مهترئ بالٍ بدلًا من صندوق جديد يثير الشك لإخفاء الجسد فيه، لأجل هذا تنكر سيمبسون زاعمًا أنه أسترالي ويريد تسليمها إرثها وأغراها بالعرض، واستطاع إبعادها عن طريقه. وعند وصوله إلى كلافام، اختفى سيمبسون بالفعل ولكن تم تتبعه إلى خط المحيط المتجه إلى الولايات المتحدة. وعُثر على الصندوق وفي داخله جثة ديفيس في محطة سكة حديد غلاسكو. يؤمن بوارو أن الارتباط بين اختفاء طاهية وجريمة قتل هي واحدة من أكثر القضايا إثارة للاهتمام ، ووضع الشيك الذي أرسلته السيد تود مقابل أتعابه الاستشارية في إطار كتذكير بهذه القضية.

## الاقتباسات
في 8 يناير عام 1989، عُرض "The Adventure of the Clapham Cook" كأول حلقة من المسلسل التلفزيوني Agatha Christie's Poirot، ونال دور البطولة ديفيد سوشيت.
وأُقتبس من القصة أعلاه المسلسل الأنمي الياباني التلفزيوني Agatha Christie's Great Detectives Poirot and Marple ، كحلقة من جزأين بعنوان "The Disappearing Cook" إذ عمل بوارو مع ابنة أخت الآنسة ماربل الكبرى، مابل ويست، لحل اللغز.